# Vilipêndio a cadáver
No contexto da legislação brasileira, a expressão vilipêndio a cadáver remete ao crime previsto no Código Penal Brasileiro: Art. 212. Vilipendiar cadáver ou suas cinzas: Pena - detenção, de 1 (um) a 3 (três) anos, e multa. O Código Penal pune o ato de vilipendiar, isto é, aviltar, profanar, desrespeitar, ultrajar o cadáver ou ter ação. O Código Penal português, no seu artigo 226, parágrafo 2º, pune com prisão até um ano e multa quem profanar cadáveres, parte de cadáveres ou cinzas de pessoas falecidas, praticando atos ofensivos do respeito devido aos mortos.

## Sujeito passivo
O cadáver, pessoa que faleceu,  não pode ser vítima do crime porque não tem mais a capacidade de sentir o aviltamento, a ofensa física, a profanação, enfim nenhuma ação dirigida contra ele (cadáver) pelo agente, pois o falecido não possui mais a honra objetiva.  Daí podermos concluir que o bem jurídico lesado é o sentimento de boa lembrança, de respeito e veneração que se guarda em relação ao morto, seja por parte da coletividade, dos conhecidos e admiradores, seja por parte dos amigos mais próximos e dos familiares. As pessoas, em grupo ou individualmente, que guardam esses sentimentos de respeito, lembrança, saudade e veneração é que são considerados sujeitos passivos do crime.

## Conduta
Consubstancia-se no verbo vilipendiar. O vilipêndio deve ser praticado sobre ou junto do cadáver, na presença do corpo inerte ou de suas cinzas (há entendimento de que o esqueleto possa ser objeto de vilipêndio), neste crime o esqueleto também será objeto material. Orienta a doutrina majoritária que a expressão "ou" dá uma interpretação errônea do dispositivo. Por vários modos o agente pode praticar o crime, por ações, palavras, gestos ou encenações. Exemplos: esmurrar ou chutar o corpo, proferir palavrões ou descrever atos desabonadores do comportamento do morto em vida, cortar algum membro, rasgar ou retirar-lhe as vestes, dispersar as cinzas com acinte.
Nelson Hungria e, antes dele, outros, consideram como caracterizador desta figura criminal a prática da necrofilia. Essa conduta deve induzir o juiz a verificar a sanidade mental do autor. Se considerado imputável ou semi-imputável, o crime se consuma.

## Objeto material
É o cadáver, corpo humano privado de vida ou parte substancial dele, ou, ainda, as suas cinzas. Entende-se por cadáver os restos mortais de pessoa que viveu, que teve vida autônoma. Assim, não seria cadáver o embrião ou o feto. Quanto ao recém-nascido que falece logo após o parto, dividem-se as opiniões. A doutrina mais aceita, porém, conduz ao entendimento que nesse caso se caracteriza a infração penal.
Pode ser objeto do crime o corpo humano, que colocado num laboratório de anatomia, presta-se a estudos científicos.
Não há crime, entretanto, quando o vilipêndio se direciona a uma múmia de museu. Isto porque em relação ao corpo mumificado, de pessoa desconhecida e não identificável, não existe sentimento de respeito ou veneração. Já não se pode dizer o mesmo quando se trata, por exemplo, de um herói nacional, devidamente embalsamado e colocado à visitação pública. Nesse caso está presente a admiração e a lembrança de um povo, de uma comunidade inteira pelos atos de bravura, liderança, filantropia, de caridade ou outros de igual natureza que praticou em vida.

## Leituras adicionais
- HUNGRIA, Nelson. Comentários ao Código Penal brasileiro. Rio de Janeiro: Forense, 1955.
- GONÇALVES, M. Maia. Código Penal português anotado. Coimbra: Almedina, 1983.